# Hide Your Heart
«Hide Your Heart» — песня британской певицы Бонни Тайлер с её альбома 1988 года Hide Your Heart.
Авторы песни — Пол Стэнли из группы Kiss, Дезмонд Чайлд и Холли Найт.

## Версия группы Kiss
Позже Kiss включили песню в свой альбом 1989 года Hot in the Shade. Это был третий трек на альбоме.
Также их версия была издана отдельным синглом. (Это был третий сингл с этого альбома.)
Вокал в этой песне исполняет Пол Стэнли.
На клавишных в песне играет Фил Эшли. Он также принимал участие в записи песни «Forever» с этого же альбома и в записи очень насыщенного клавишными предыдущего альбома группы Kiss Crazy Nights (1987).

## История создания
Песня написана в соавторстве с сонграйтером и музыкальным продюсером Дезмондом Чайлдом, соавтором таких песен Kiss, как «I Was Made for Lovin’ You», «Heaven’s on Fire», «Uh! All Night», «Let’s Put the X in Sex».